# Афанасьев, Елисей Иванович
Елисей Иванович Афанасьев (22.06.1915 — 10.04.1969) — участник Великой Отечественной войны, полный кавалер ордена Славы, командир станкового пулемёта 732-го стрелкового полка 235-й стрелковой дивизии, старший сержант — на момент представления к награждению орденом Славы 1-й степени.

## Биография
Родился 10 июня 1915 года в деревне Какерли-Шигали, Шемуршинского района Чувашской республики,. Чуваш. Окончил 2 класса. Трудился в колхозе «Правда».
В 1941 году был призван в Красную Армию призван Шемуршинским райвоенкоматом. В Великой Отечественной войне участвовал с первых дней, оказался на временно оккупированрой территории. Вторично был призван в армию 4 июня 1944 года Сиротинским райвоенкоматом Витебской области Белорусской ССР. В составе 732-го стрелкового полка 235-й стрелковой дивизии воевал на 1-м Прибалтийском и 3-м Белорусском фронтах.
14 сентября 1944 года при прорыве вражеской обороны в районе города Бауска красноармеец Афанасьев первым ворвался в траншею противника, поразил 3 противников, чем способствовал выполнению боевой задачи. 16 сентября у села Иецава с группой бойцов отразил контратаку и удержал занимаемый участок до подхода основных сил.
Приказом по частям 235-й стрелковой дивизии от 6 октября 1944 года красноармеец Афанасьев Елисей Иванович награждён орденом Славы 3-й степени.
19 января 1945 года при овладении городом Рагнит сержант Афанасьев огнём своего пулемёта уничтожил расчет противотанкового орудия, подавил пулемётную точку и истребил до 10 противников.
Приказом по войскам 43-й армии от 2 февраля 1945 года сержант Афанасьев Елисей Иванович награждён орденом Славы 2-й степени.
7 апреля 1945 командир в уличных боях за Кёнигсберг старший сержант Афанасьев подавил две огневые точки противника, уничтожив 6 немецких солдат, после чего с двумя бойцами ворвался в помещение и в рукопашной схватке лично уничтожил 3 немцев, предоставив стрелковым подразделениям возможность беспрепятственного продвижения вперёд.
Указом Президиума Верховного Совета СССР от 29 июня 1945 года за образцовое выполнение заданий командования на фронте борьбы с немецкими захватчиками и проявленные при этом доблесть и мужество старший сержант Афанасьев Елисей Иванович награждён орденом Славы 1-й степени. Стал полным кавалером ордена Славы.
В 1945 году был демобилизован. Жил в родной деревне. Работал машинистом на молотьбе в колхозе. Член ВКП/КПСС с 1948 года.
Скончался 10 апреля 1969 года.
Награждён орденами Славы 1-й, 2-й, 3-й степеней, медалями, в том числе медалью «За отвагу».